# هیوندای کپیتال
هیوندای کپیتال (انگلیسی: Hyundai Capital) شرکت خدمات مالی کره‌ای است، که به‌عنوان بازوی ارائه خدمات مالی شرکت خودروسازی هیوندای موتور، در زمینه خرید و فروش خودرو، اعطای انواع وام‌های شخصی، وام‌های مسکن، لیزینگ خودرو و خدمات بیمه اتومبیل فعالیت می‌کند.
شرکت هیوندای کپیتال در سال ۱۹۹۳ توسط شرکت هیوندای تأسیس شد. در سال ۲۰۰۴ شرکت جی‌ای کپیتال (زیرمجموعه‌ای از جنرال الکتریک) اقدام به خریداری ۴۳٪ درصد از سهام هیوندای کپیتال نمود. در حال حاضر شرکت هیوندای کپیتال بزرگترین ارائه‌کننده خدمات لیزینگ خودرو در کره جنوبی است. این شرکت همچنین دارای عملیات در اروپا و جمهوری خلق چین می‌باشد. دفتر مرکزی این شرکت در شهر سئول، کره جنوبی قرار دارد.